# Geelkapboomtimalia
De geelkapboomtimalia (Dasycrotapha speciosa) is een zangvogel uit de familie van de Zosteropidae (brilvogels) en het geslacht van de dwergboomtimalia's. Vroeger werd de vogel ingedeeld bij de familie van de Timalia's. Het is een bedreigde endemische soort die alleen voorkomt op de Filipijnen.

## Kenmerken
De geelkapboomtimalia wordt inclusief staart ruim 13 centimeter en heeft een vleugellengte van ruim 6,5 centimeter.Het is een kleine zangvogelsoort met verlengde rode en oranje sierveren bij de oorstreek. Verder is de kop zwart gekleurd en gaat dit zwart over in zwarte streepjes en stippels op een verder gele borst en buik. De vogel is vanboven olijfkleurig groen tot bruin met een olijfkleurig groene stuit. Volwassen mannetjes en vrouwtjes lijken sterk op elkaar.

## Verspreiding en leefgebied
De geelkapboomtimalia komt alleen voor op de Filipijnse eilanden Negros en Panay. Op Negros is deze soort waargenomen op Mount Canlaon. Op Panay komt de soort voor in vijf verspreid liggende stukken ongerept regenwoud of verouderd secundair bos in laagland of heuvelland onder de 1000 meter boven zeeniveau. Het leefgebied bestaat uit ondergroei tot op hoogstens 8 meter hoogte. Het is qua gedrag een onopvallende, in het verborgen levende vogel.

## Status
De totale populatie werd in 2012 door BirdLife International geschat op 3,5 tot 15 duizend individuen. Het leefgebied van deze vogel wordt aangetast door ontbossing of selectieve kap van grote bomen. Reeds in 1988 waren de eilanden voor minder dan 8% met bos bedekt en ook de omgeving van Mount Canlaon raakt steeds verder ontbost. Om deze redenen staat de geelkapboomtimalia als bedreigd op de Rode Lijst van de IUCN.